# 横田一也
横田 一也（よこた かずや、1973年 - ）は、日本の実業家、元オーストラリアのクラブDJ。茨城県つくば市出身。
学生時代には水泳（飛込競技）で全国JOCジュニアオリンピック7位入賞。
全日本スキー連盟 スキー検定1級。

## DJ
1990年代前半に西オーストラリア州の都市パース、フリーマントルのディスコ、ナイトクラブでディスクジョッキーとして4年間活動していた。DJネームはDJ.K。
主にハウスミュージックがメインでディープハウスからプログレッシブハウス、ハードハウスを得意としている。
Go-Club、Late Nite Bar Aquaなどのナイトクラブでプレイ。